# 메르크 스토리아
메르크 스토리아(メルクストーリア, Merc Storia, 정식 명칭: メルクストーリア - 癒術士と鈴のしらべ -)는 해피 엘리먼츠가 제작한 온라인 무료 플레이 판타지 롤플레잉 게임이다. 2014년 일본에서 안드로이드 및 iOS 기기용으로 출시되었다. 엥커리지 필름스(Encourage Films)의 애니메이션 각색판 "메르크 스토리아: -무기력 소년과 병 속의 소녀-"(メルクストーリア-無気力少年と瓶の中の少女-)가 10월 11일부터 2018년 12월 27일까지 방영되었다.

## 구성
몬스터의 마음을 치유하는 힐러 유우는 아버지로부터 병을 선물받은 후, 머크를 만나 그녀와 함께 그녀의 과거와 기억을 찾아 대륙을 횡단하는 여행을 떠난다.